# Benito Monción
Benito Monción Duran (La Vega, 29 de marzo de 1826 – 6 de febrero de 1898 Guayubin, Monte Cristi) fue un militar dominicano que participó en la Guerra de la Independencia Dominicana. Desempeñó un papel activo en diversas campañas militares relacionadas con el proceso independentista y la consolidación del Estado dominicano.
Durante el conflicto, estuvo involucrado en acciones estratégicas y operaciones militares en favor de la causa nacional. Su participación contribuyó al desarrollo de las fuerzas armadas dominicanas en un contexto de lucha por la soberanía.
A lo largo de su carrera, mantuvo una posición alineada con los intereses independentistas, interviniendo en momentos clave del proceso histórico. Su trayectoria ha sido documentada en estudios históricos y continúa siendo parte del análisis académico sobre el período de la independencia y formación del Estado en la República Dominicana.

## Historia
Benito Monción nació el 29 de marzo de 1826 en La Vega, hijo de José Monción y Sebastiana Durán.  A temprana edad, se trasladó con su madre a la comunidad fronteriza de La Visite, en Dajabón, donde creció y se formó en un ambiente marcado por las tensiones fronterizas y las aspiraciones independentistas.
Durante la Guerra de Independencia Dominicana (1844-1856), Monción se destacó por su valentía en el campo de batalla. En 1845, participó en la Batalla de Beler, donde fue ascendido a sargento de granaderos. Posteriormente, en la Batalla de Sabana Larga en 1856, ya ostentaba el rango de capitán, consolidando su reputación como líder militar.
Tras la anexión de la República Dominicana a España en 1861, Monción se unió al movimiento insurreccional de Guayubín en 1863, organizado por Santiago Rodríguez. Aunque este levantamiento fue sofocado, Monción continuó su lucha desde Haití, hostigando a las tropas españolas y manteniendo viva la resistencia.
Con el inicio de la Guerra de la Restauración el 16 de agosto de 1863, Monción reapareció en Guayubín, combatiendo a las fuerzas españolas. Junto a otros revolucionarios, inició en la Loma de Capotillo la ofensiva que marcó el comienzo de la guerra restauradora. Su liderazgo en la región noroeste fue crucial para la eventual expulsión de las tropas coloniales.
Tras la guerra, Monción continuó desempeñando roles políticos y militares, siendo designado gobernador de Montecristi en 1879. Su influencia en la región noroeste perduró hasta su fallecimiento el 6 de febrero de 1898 en Guayubín. En reconocimiento a su legado, sus restos fueron trasladados al Panteón Nacional el 16 de agosto de 1944.